# Omega-6
Gli acidi grassi omega-6 (chiamati anche n−6 o acidi grassi ω−6), sono una famiglia di acidi grassi polinsaturi, di origine vegetale, aventi il primo doppio legame C=C sul sesto atomo di carbonio contando dal fondo dell'acido grasso, il cui ultimo atomo è, appunto, definito carbonio ω (omega, ultima lettera dell'alfabeto greco).
Gli effetti biologici degli ω−6 sono ampiamente mediati dalla loro interazione con gli acidi grassi omega 3, di cui sono antagonisti. 
L'acido linoleico (18:2), l'omega 6 a catena più corta, è un acido grasso essenziale. L'acido arachidonico (20:4) è anch'esso un omega 6 particolarmente significativo ed è precursore di parte delle prostaglandine (il corrispettivo per gli omega 3 è l'acido eicosapentaenoico EPA) e di altre molecole attive fisiologicamente come diversi endocannabinoidi.

## Sorgenti dietetiche
Gli omega-6 sono rappresentati soprattutto dall'acido linoleico che è contenuto in molte frazioni grasse, sia animali sia vegetali, ma soprattutto negli oli vegetali delle piante originate dalla fascia temperata del nostro pianeta.
- Girasole (quello normale, in quanto esistono varietà ad alto contenuto di oleico cioè omega-9)
- Mais
- Cartamo
- Soia (che però, a differenza dei precedenti che hanno pochissimi omega-3, mostra anche almeno 5% di alfa linolenico cioè omega-3)
- Canapa, ecc.

Esistono poi oli come quelli di colza e sesamo che hanno invece quantità relativamente elevate anche di acido oleico (omega-9).
In generale le piante originarie dei climi freddi sono più ricche di omega-3 (ad esempio il lino), quelle originarie dei climi temperati di omega-6 (appunto) mentre quelle originarie delle zone tropicali o subtropicali sono più ricche di acidi grassi saturi (palmitico e stearico) e monoinsaturi (oleico).
L'acido arachidonico, al contrario del linoleico da cui deriva, è presente in quantità molto più limitate nel mondo vegetale rispetto al mondo animale, perciò le fonti nutrizionali per l'uomo sono soprattutto i grassi animali.

## Lista di acidi grassi ω−6
| Nome comune                  | Nome del lipide | Nomenclatura chimica               |
| ---------------------------- | --------------- | ---------------------------------- |
| Acido linoleico              | 18:2 (n−6)      | Acido 9,12-octadecadienoico        |
| Acido γ-linolenico           | 18:3 (n−6)      | Acido 6,9,12-octadecatrienoico     |
| Acido eicosadienoico         | 20:2 (n−6)      | Acido 11,14-eicosadienoico         |
| Acido Diomo-gamma-linolenico | 20:3 (n−6)      | Acido 8,11,14-eicosatrienoico      |
| Acido arachidonico           | 20:4 (n−6)      | Acido 5,8,11,14-eicosatetraenoico  |
| Acido docosadienoico         | 22:2 (n−6)      | Acido 13,16-docosadienoico         |
| Acido adrenico               | 22:4 (n−6)      | Acido 7,10,13,16-docosatetraenoico |
| Acido calendico              | 18:3 (n−6)      | Acido 8E,10E,12Z-octadecatrienoico |